# Manodopera (film)
Manodopera (Interdit aux chiens et aux Italiens) è un film d'animazione del 2022 diretto da Alain Ughetto.
Ha debuttato al Festival internazionale del film d'animazione di Annecy 2022. Alain Ughetto ricostruisce in questo film d'animazione il viaggio dei suoi nonni, contadini piemontesi nati alla fine del XIX secolo, spinti ad emigrare in Francia dalle loro condizioni di vita e dall'ascesa al potere del partito fascista.
Il film è realizzato utilizzando la tecnica stop motion, con marionette, fotografate fotogramma per fotogramma.

## Trama

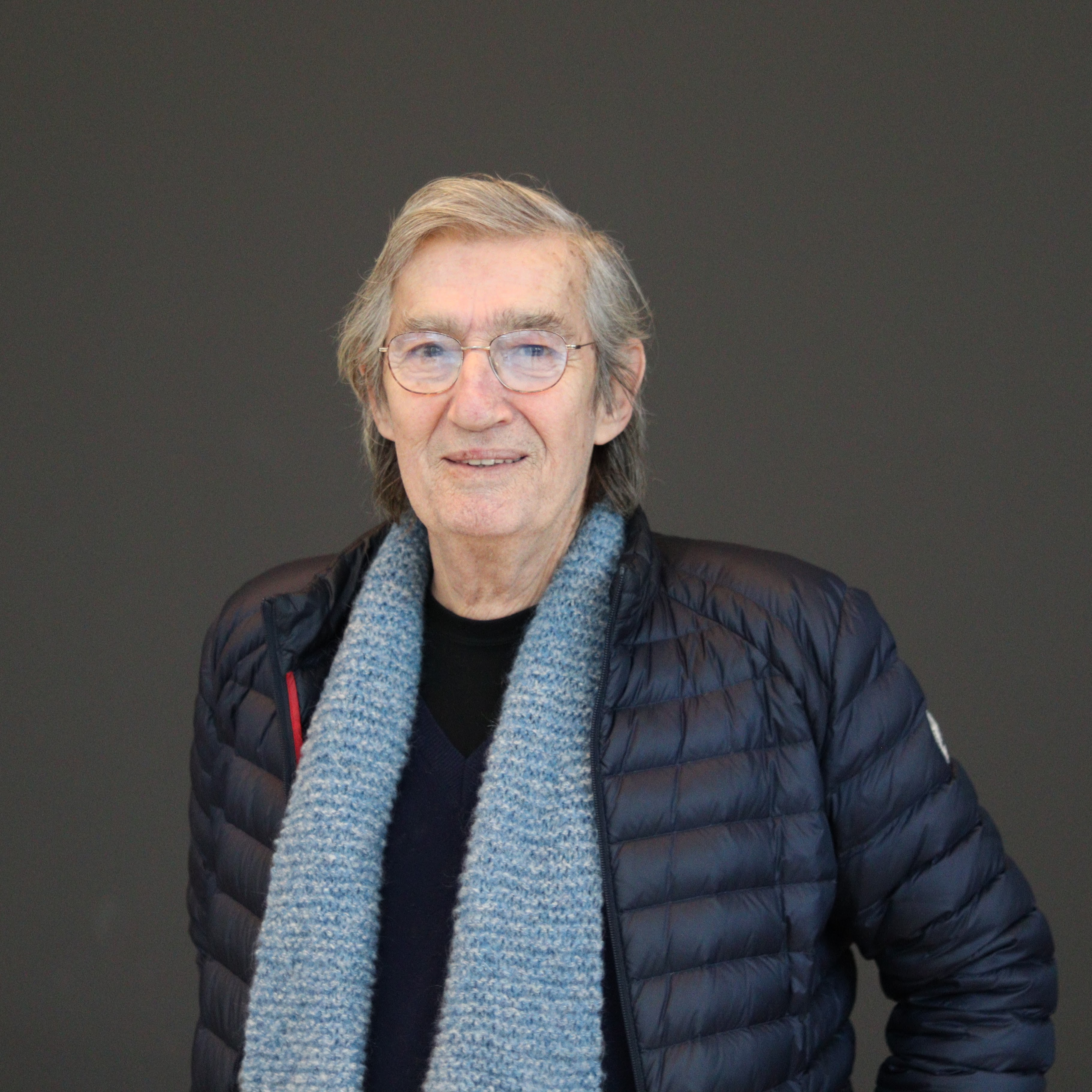
Alain Ughetto nel 2023.

Piemonte, inizi del ‘900. La famiglia Ughetto vive nel paese di Ughettera, un villaggio tra le montagne ai piedi del Monviso. Un giorno Luigi Ughetto attraversa le Alpi per cercare una vita migliore in Francia, insieme a sua moglie Cesira e ai loro figli, cambiando per sempre il destino della famiglia. Il regista Alain Ughetto, nipote di Luigi e Cesira, ricostruisce nel film le avventure dei suoi nonni, ripercorrendo la storia delle sue origini italiane.

## Distribuzione
Il film è stato presentato in anteprima il 15 giugno 2022 al Festival internazionale del film d'animazione di Annecy e successivamente in pre-apertura al Locarno Film Festival e fuori concorso al quarantesimo Torino Film Festival.
Le date di uscita internazionali sono state:
- 25 gennaio 2023 in Francia[7]
- 15 marzo 2023 in Belgio[8]
- 30 marzo 2023 in Portogallo[9]
- 31 agosto 2023 in Italia[10]

## Riconoscimenti
- 2022 – Festival internazionale del film d'animazione di Annecy
  - Premio della giuria per il miglior lungometraggio[11]
  - Prix Fondation Gan à la diffusion[11]
- 2022 – European Film Awards
  - Miglior film d'animazione[12]
- 2024 – Premio César[13]
  - Candidatura per il miglior film d'animazione
- 2024 – Premio Lumière[14]
  - Candidatura per il miglior film d'animazione
- 2024 – Premio Magritte[15]
  - Candidatura per il miglior film straniero in coproduzione

## Accoglienza

### Incassi
Al 25/09/2023, senza contare il Belgio, il film ha incassato 1,270 milioni di €